# The Sign (singolo)
The Sign è un singolo del gruppo musicale svedese Ace of Base, pubblicato nell'ottobre del 1993, pubblicato come primo singolo della versione statunitense dell'album Happy Nation (intitolato The Sign in Europa).
La canzone raggiunse per sei settimane il primo posto della Billboard Hot 100 e fu il singolo più venduto negli Stati Uniti durante il 1994.
Eletta da Rolling Stone la 42ª miglior canzone degli anni 90 e da BuzzFeed la 28ª miglior canzone dance degli anni '90. Billboard l'ha definita la 65ª miglior canzone di tutti i tempi. e la rivista Max l'ha qualificata al 688º posto tra i 1000 brani migliori di tutti i tempi.

## Tracce
- CD Singolo (USA)

1. The Sign (Ultimix) – 6:49
2. The Sign – 3:11
3. Young and Proud – 3:56
4. Happy Nation (12" Version) – 6:40

## Classifiche

### Classifiche settimanali
| Classifica (1993/94)             | Posizione massima |
| -------------------------------- | ----------------- |
| Australia                        | 1                 |
| Austria                          | 3                 |
| Belgio (Fiandre)                 | 5                 |
| Canada                           | 1                 |
| Danimarca                        | 1                 |
| Europa                           | 2                 |
| Finlandia                        | 1                 |
| Francia                          | 5                 |
| Germania                         | 1                 |
| Irlanda                          | 2                 |
| Italia                           | 4                 |
| Norvegia                         | 5                 |
| Nuova Zelanda                    | 1                 |
| Paesi Bassi                      | 3                 |
| Regno Unito                      | 2                 |
| Spagna                           | 1                 |
| Stati Uniti                      | 1                 |
| Stati Uniti (adult contemporary) | 2                 |
| Stati Uniti (pop)                | 1                 |
| Stati Uniti (rhythmic)           | 4                 |
| Svezia                           | 2                 |
| Svizzera                         | 4                 |

### Classifiche di fine anno
| Classifica (1993) | Posizione |
| ----------------- | --------- |
| Italia            | 18        |
| Classifica (1994) | Posizione |
| Australia         | 5         |
| Austria           | 9         |
| Canada            | 8         |
| Francia           | 17        |
| Germania          | 11        |
| Nuova Zelanda     | 4         |
| Regno Unito       | 10        |
| Spagna            | 9         |
| Stati Uniti       | 1         |
| Svizzera          | 22        |

### Classifiche di fine decennio
| Classifica (1990-99) | Posizione |
| -------------------- | --------- |
| Stati Uniti          | 11        |